# Francescas
Francescas is een gemeente in het Franse departement Lot-et-Garonne (regio Nouvelle-Aquitaine) en telt 732 inwoners (2004). De plaats maakt deel uit van het arrondissement Nérac.

## Geschiedenis
De plaats is ontstaan in de elfde eeuw rond een kerk, die afhing van de van abdij van Condom, en een kasteel. In 1285 verleenden de abt van Condom en Eduard I van Engeland een charter aan Francescas. De verleende privilegies gaven een nieuwe economische impuls aan de stad. Francescas was omgeven door een omwalling met een gracht. Deze omwalling telde vier poorten.

## Geografie
De oppervlakte van Francescas bedraagt 21,6 km², de bevolkingsdichtheid is 33,9 inwoners per km².
De onderstaande kaart toont de ligging van Francescas met de belangrijkste infrastructuur en aangrenzende gemeenten.

## Demografie
Onderstaande figuur toont het verloop van het inwonertal (bron: INSEE-tellingen).